# Тахавард
Тахавард (вірм. Թաղավարդ, азерб. Tağaverd) — село у Ходжавенському районі Азербайджану. Село розташоване за 30 км на південний захід від міста Ходжавенд, поруч з селами Зарданашен, Сарґсашен та Кармір шука (перехрестя доріг на Ханкенді, Мартуні та Гадрут).  9 листопада у Другій карабаській війни село було наполовину зайняте азербайджанською армією. Відтепер верхня частина села контролюється Азербайджаном, а нижня - Нагірно-Карабаською Республікою

## Пам'ятки
27 серпня 2012 р. в селі було відкрито музей Слави. В селі розташована церква Сурб Аствацацін 1840 р., церква «Джухт правацар» 12-13 ст., хачкар 12-13 ст. та цвинтар 10-13 ст.